# Калашников Василь Андрійович
Василь Андрійович Калашников (1855–1935) — російський та радянський педагог та громадський діяч, перший вчитель Володимира Ульянова.

## Біографія

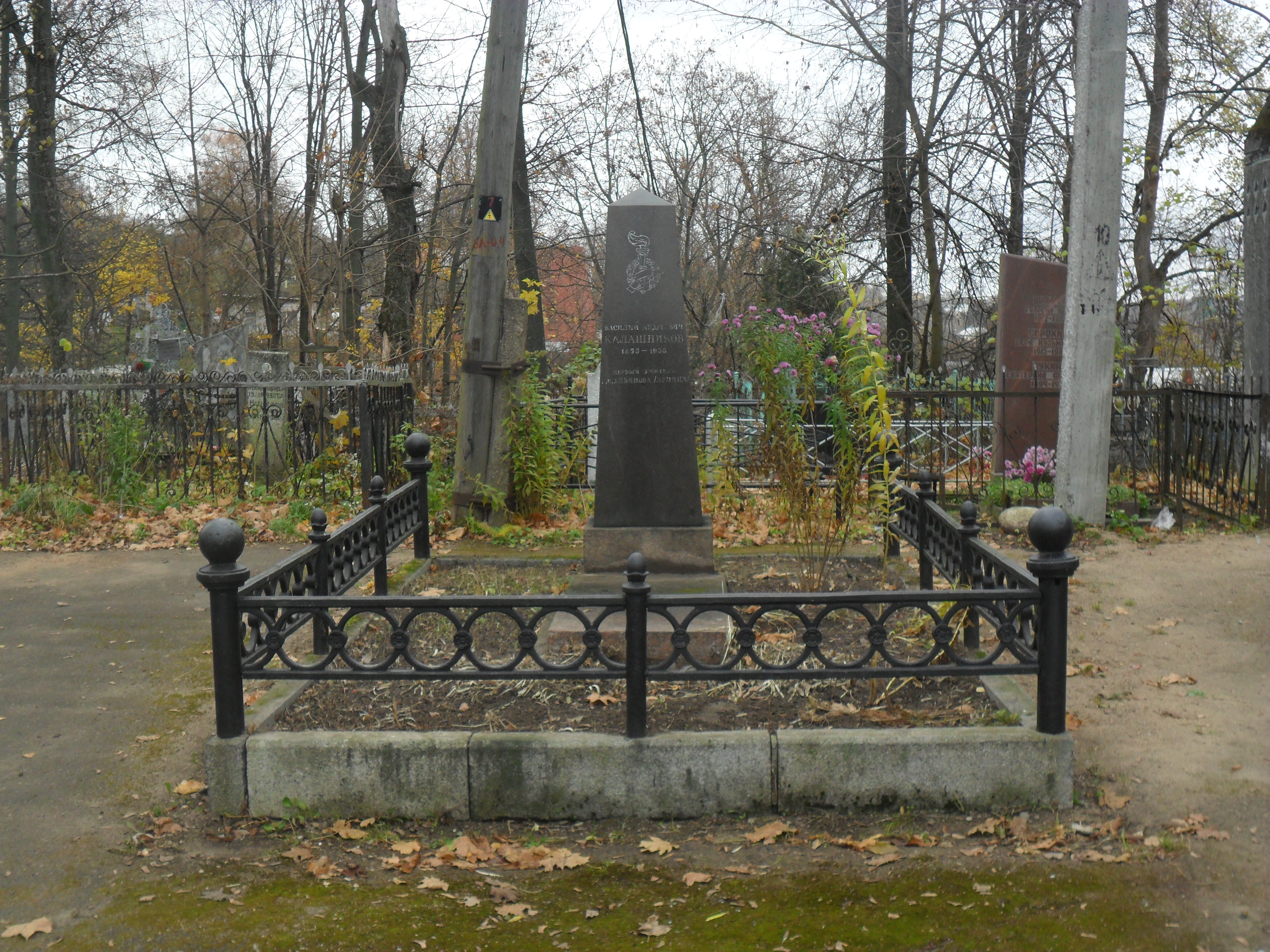
Могила Калашникова на Тихвінському кладовищі Смоленська.

Василь Калашников народився 19 квітня 1855 року на території Карсунського повіту Симбірської губернії (нині — Карсунський район Ульяновської області). В 1869 році закінчив церковно-приходську школу, в 1871 році — курси з підготовки сільських вчителів при Симбірському повітовому училищі, після чого працював учителем в Симбірській чуваській школі. Роботу в школі він поєднував з роботою домашнім учителем у родині директора народних училищ Симбірської губернії Іллі Миколайовича Ульянова, навчав його сина Володимира, ставши його першим учителем.
З 1874 року Калашников викладав в Усольському училищі, Симбірському повітовому училищі, 3-му чоловічому училищі Симбірська. В 1880 році екстерном склав іспити за повний курс класичної гімназії, після чого переїхав до Санкт-Петербурга, де вступив на військову службу. Закінчив 2-е Костянтинівське військове училище, після чого до 1907 року служив у царській армії.
Після виходу у відставку Калашников оселився в Смоленську. Після Жовтневої революції та встановлення Радянської влади на Смоленщині він продовжував викладати, одночасно займався громадською діяльністю. Обирався членом Смоленського губернського ради товариства «Геть неписьменність» та депутатом Смоленського міської ради депутатів трудящих.
Помер 26 квітня 1935 року, похований на Тихвінському кладовищі Смоленська. Могила є пам'ятником культурної спадщини регіонального рівня.